# بومونت-سور-اواز
بومون-سور-اواز (تلفظ فرانسوی: bomɔ̃ syʁ waz)، نام کمونی در شهرستان وال-دواز در ایل-دو-فرانس در شمال فرانسه است. نوازنده ویولنسل کلاسیک، ژان-هانری لواسور (۱۷۶۴–۱۸۲۳) در بومون-سور-اواز متولد شده است.